# Facundo Giacopuzzi
Facundo Nicolás Giacopuzzi (Tigre, 26 aprile 2001) è un calciatore argentino, difensore del Dep. Madryn.

## Caratteristiche tecniche
È un difensore centrale.

## Carriera
Cresciuto nel settore giovanile del Tigre, ha esordito in prima squadra il 10 marzo 2020 disputando l'incontro della fase a gironi di Coppa Libertadores perso 2-0 contro il Bolívar. L'11 luglio 2020 ha firmato il suo primo contratto professionistico con il club rossoblu, della durata di tre anni e mezzo.

## Statistiche

### Presenze e reti nei club
Statistiche aggiornate al 13 luglio 2025.
| Stagione           | Squadra                 | Campionato         | Campionato | Campionato | Coppe nazionali | Coppe nazionali | Coppe nazionali | Coppe continentali | Coppe continentali | Coppe continentali | Altre coppe | Altre coppe | Altre coppe | Totale | Totale | Totale |
| Stagione           | Squadra                 | Comp               | Pres       | Reti       | Comp            | Pres            | Reti            | Comp               | Pres               | Reti               | Comp        | Pres        | Reti        | Pres   | Reti   |        |
| ------------------ | ----------------------- | ------------------ | ---------- | ---------- | --------------- | --------------- | --------------- | ------------------ | ------------------ | ------------------ | ----------- | ----------- | ----------- | ------ | ------ | ------ |
| 2020               | Tigre                   | PBN                | 4          | 0          | CA              | 0               | 0               | CL                 | 5                  | 0                  | -           | -           | -           | 9      | 0      |        |
| 2021               | Tigre                   | PBN                | 3          | 0          | CA              | 0               | 0               | -                  | -                  | -                  | -           | -           | -           | 3      | 0      |        |
| 2022               | Tigre                   | PD                 | 0          | 0          | CA+CdL          | 0               | 0               | -                  | -                  | -                  | -           | -           | -           | 0      | 0      |        |
| 2022               | Almagro                 | PBN                | 14         | 0          | CA              | 0               | 0               | -                  | -                  | -                  | -           | -           | -           | 14     | 0      |        |
| 2023               | Independiente Rivadavia | PBN                | 3          | 0          | CA              | 0               | 0               | -                  | -                  | -                  | -           | -           | -           | 3      | 0      |        |
| 2023               | Villa Dálmine           | PBN                | 16         | 0          | CA              | 0               | 0               | -                  | -                  | -                  | -           | -           | -           | 16     | 0      |        |
| 2024               | Tigre                   | PD                 | 0          | 0          | CA+CdL          | 1+7             | 0               | -                  | -                  | -                  | -           | -           | -           | 8      | 0      |        |
| Totale Tigre       | Totale Tigre            | Totale Tigre       | 7          | 0          |                 | 8               | 0               |                    | 5                  | 0                  |             | -           | -           | 20     | 0      |        |
| 2024               | Dep. Madryn             | PBN                | 17         | 1          | CA              | 0               | 0               | -                  | -                  | -                  | -           | -           | -           | 17     | 1      |        |
| 2025               | Dep. Madryn             | PBN                | 20         | 2          | CA              | 1               | 0               | -                  | -                  | -                  | -           | -           | -           | 21     | 2      |        |
| Totale Dep. Madryn | Totale Dep. Madryn      | Totale Dep. Madryn | 37         | 3          |                 | 1               | 0               |                    | -                  | -                  |             | -           | -           | 38     | 3      |        |
| Totale carriera    | Totale carriera         | Totale carriera    | 77         | 3          |                 | 9               | 0               |                    | 5                  | 0                  |             | -           | -           | 91     | 3      |        |

## Palmarès

### Club

#### Competizioni nazionali
- Primera B Nacional: 1

Tigre: 2021